# Tuchlovický mlýn
Tuchlovický mlýn v Tuchlovicích v okrese Kladno je mlýn, který stojí na Tuchlovickém potoce. Nachází se přibližně 500 metrů severovýchodně od obce po proudu potoka. Kolem něj vede z jihu místní komunikace spojující Tuchlovice s obcí Srby.
Mlýn je chráněn jako nemovitá kulturní památka České republiky; předmětem ochrany je bývalý mlýn a k němu náležející pozemek s ohrazením.

## Historie
Vodní mlýn je zmíněn v prvním Tereziánském katastru z roku 1748: „1 mlynář na vlastním mlýně o 1 kole na nestálé vodě“. Indikační skica z roku 1841 označuje mlýn a protilehlé stavení červenou barvou jako nespalné, třetí budova areálu má barvu žlutou jako spalná; majitelem byl Anton Hnitka.
K roku 1938 vlastnila mlýn rodina Jermanova. Za II. světové války mlynáře Václava Jermana někdo udal za přechovávání obilí a nepřihlášené rádio, mlynář byl zatčen a dva a půl roku vězněn v koncentračním táboře. Koncem války se pokoušel znovu mlít; po několika zamítnutých žádostech se to podařilo.
Mlýn přestal pracovat kolem roku 1950. Slouží jako skladiště a chátrá.

## Popis
Budovy mlýna jsou rozmístěné po obvodu dvora. Dvůr je z východu přístupný zděnou branou. Po obou jejích stranách stojí obytné budovy; na jižní straně původní mlýnská budova a na severní straně novější stavení, které pokračuje nižší hospodářskou částí. Ve východní části mlýna  se nacházejí dvě stodoly a další hospodářská budova.
Původní mlýnská budova na obdélném půdoryse je kryta mansardovou střechou. Její západní část je zděná ze smíšeného zdiva, východní část je zděná do výšky oken a v patře pak roubená, dřevěná.
Mlýnice se zachovanou roubenou částí v patře dokládá původní dřevěnou zástavbu v této oblasti. Zachovala si svůj původní výraz včetně nejbližšího okolí s mlýnským náhonem. Archaické zpracování otvorů v roubení pak svědčí o možném mimořádném stáří budovy.
Mlýn měl dvě vodní kola na vrchní vodu. Voda na ně vedla náhonem dlouhým přibližně 1 kilometr, který začínal v západní části obce a vedl podél cesty až ke mlýnu. Od mlýna tekla voda samostatným korytem rovnoběžně s korytem potoka až ke vsi Srby, kde se vlévala do potoka Loděnice.
Z náhonu se dochoval pouze obrys malé akumulační nádrže, z jeho úseku podél silnice se stal příkop a v odtokovém korytu stojí voda.

## Okolí mlýna
Východně od mlýna v bažině nalezli archeologové zbytky osídlení z období římského císařství. Díky bahnu se zde zachovala řada dřevěných konstrukcí a výrobků, například kusy dřevěných misek, část žebříku a držadla. Byly zde zjištěny také pece na zpracování železné rudy a dílny na zpracování železa. Toto sídliště pochází z druhého a třetího století našeho letopočtu.